# Airsoft
Airsoft là một trò chơi thể thao đồng đội mang tính cạnh tranh, trong trò chơi người chơi có thể bắn người chơi khác bằng đạn airsoft qua súng airsoft. Airsoft thường bị so sánh với paintball, một trò chơi cũng là trò chơi thể thao đồng đội mang tính cạnh tranh nhưng khác nhau ở vài chỗ.
Không giống như đạn paintball, đạn airsoft không có đánh dấu được mục tiêu, và không làm mù được đối phương. Mặc dù không nhận biết được ai đã bị đánh bại, trò chơi cần một hệ thống đạo đức mà trong đó người chơi đã bị đánh bại phải tự giác chịu thua và đi ra, bất kể có ai nhìn thấy hoặc không ai nhìn thấy.
Một điểm khác với paintball nữa là tất cả những súng airsoft đều trang bị băng đạn ở phía dưới, trừ một vài súng (đặc biệt là súng lục) có thể thay thế bằng chất lỏng nén (e.g. propan, 1,1,1,2-Tetrafluoroethane, CO2) hoặc bình ga. Một vài súng airsoft có phụ kiện chính hãng, và một số có thể dùng như súng thật. Điều này làm chúng trở nên nổi tiếng vì chúng có thể dùng cho quân sự cũng như tái hiện lịch sử.
Cách chơi tùy biến đa dạng, nhưng thường là những cuộc giao tranh ngắn, tổ chức phi vụ, cận chiến, mô phỏng quân đội hoặc tái hiện lịch sử.. Những cách chơi đó có thể chơi như thể thao trong nhà hoặc chơi ngoài. Các đội tham gia cuộc chiến cũng phải dùng những chiến thuật để giành lấy thắng lợi. Những người tham gia sẽ sử dụng những vũ khí tương tự như các quân đội hiện nay đang dùng. Trò chơi được bảo đảm an toàn bởi người giám sát vì họ dùng những vũ khí không gây sát thương.
Trước khi chơi, súng airsoft thường được kiểm tra kĩ lưỡng về quãng đường, vận tốc và thời gian đạn bắn trong đơn vị FPS (feet per second). Các game khác nhau sẽ yêu cầu một FPS khác nhau, nhưng một vài nước sẽ giới hạn FPS của riêng họ, và khẩu súng nào vượt quá FPS quy định sẽ không được cho phép vào cuộc chơi; ví dụ, một khẩu súng bắn tỉa sẽ có FPS cao hơn một khẩu súng tiểu liên, vì vậy khi dùng súng bắn tỉa người chơi phải bắn ở vị trí thật xa để giảm thiểu sát thương của đạn lên người khác mặc dù là đạn giả.

## Tình trạng
Việc dùng súng Airsoft có thể gây sát thương do vậy, nếu gây thiệt hại phải bồi thường; cá nhân vi phạm có thể bị truy cứu Hình sự theo điều 233 BLHS (năm 1999 được sửa đổi bổ sung năm 2009): "Tội chế tạo, tàng trữ, vận chuyển, sử dụng, mua bán trái phép hoặc chiếm đoạt vũ khí thô sơ hoặc công cụ hỗ trợ". Chế tài của tội này có khung hình phạt cao nhất là 5 năm. Phạt tiền cao nhất đến 50 triệu đồng. Trước tình trạng súng Airsoft trôi nổi trên thị trường như hiện nay, các cơ quan chức năng có liên quan cần kiên quyết vào cuộc để điều tra, làm rõ. Những người đam mê với loại súng thể thao này nên cân nhắc kĩ lưỡng để tránh những hậu quả đáng tiếc.
Airsoft du nhập vào Việt Nam vào khoảng cuối những năm 90 nhưng chỉ ở dạng đồ chơi dành cho trẻ con "made in China" nhập lậu, hình dáng và cấu tạo đơn giản, nhỏ, và thô. Chúng bị liệt vào danh sách cấm do tính chất nguy hiểm đến an toàn và sức khoẻ, tác hại kích động tính hiếu chiến của trẻ em, cũng như cảnh giác kẻ xấu sử dụng vào mục đích mờ ám. Môn chơi này có những quy định riêng để bảo vệ an toàn cho người chơi. Một thành viên của Airsoft Thành phố Hồ Chí Minh cho biết trước mỗi lần đánh trận giả, họ đều nhắc nhau mang đầy đủ quần áo và dụng cụ bảo hộ như mặt nạ, kính, giày bốt và quần áo dày (hoặc áo giáp), bao tay, khăn che cổ... Trên diễn đàn, các quy định về an toàn cũng thường xuyên được nhắc lại. Bởi hơn ai hết, họ hiểu rằng mặc dù không gây chết người nhưng khả năng làm cho người dính đạn bị đau khi thiếu phòng vệ là không thể xem thường.
Ở nhiều nước trên thế giới như Brazil, Bulgari, Đan Mạch, Phần Lan, Italia …, sử dụng và chơi súng Airsoft là hợp pháp (tất nhiên kèm theo là những quy định rõ ràng). Tại Việt Nam, mức độ sở hữu và chơi Airsoft chưa phổ biến, chỉ dừng lại ở mức “có hiện tượng”, nên cũng chưa có văn bản quản lý cụ thể riêng cho loại đồ chơi này. Tuy nhiên, Airsoft bị xếp vào danh mục đồ chơi nguy hiểm chứ không phải vũ khí cháy nổ… nên người tàng trữ nếu bị phát hiện cũng chỉ bị xử phạt hành chính. Theo điều 13, Nghị định 73/2010/NĐ-CP của Chính phủ quy định mức xử phạt vi phạm hành chính trong lĩnh vực an ninh trật tự, an toàn xã hội, phạt từ 4 – 8 triệu đồng đối với hành vi sản xuất, tàng trữ, mua bán, vận chuyển trái phép pháo, thuốc pháo và đồ chơi nguy hiểm.